# Lingolsheim
Lingolsheim (Língelse in dialetto alsaziano) è un comune francese di 19 797 abitanti situato nel dipartimento del Basso Reno nella regione del Grand Est.
Vi si trova un camping, il più grande della zona. È comodamente collegata a Strasburgo grazie al tram B, che ha capolinea proprio a Lingolsheim.

## Società

### Evoluzione demografica
Abitanti censiti